# هنري بينز جونز

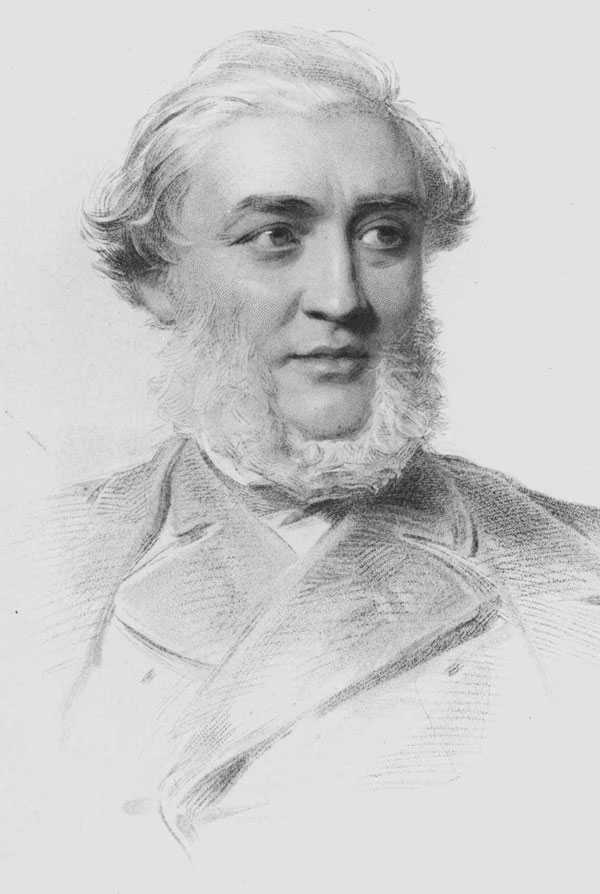
لوحة بريشة جورج ريتشموند

هنري بينز جينز (بالإنجليزية: Henry Bence Jones)‏ زميل الجمعية الملكية (31 ديسمبر 1813 – 20 أبريل 1873) هو طبيب وكيميائي إنجليزي.

## حياته الخاصة
ولد هنري في ثورنغتون هال، وهو ابن الكولونيل وليام جونز ضابط إنجليزي، وشقيق وليام بينز جينز. درس في مدرسة هينغهام في نورفولك وكذلك في مدرسة خاصة في بوتني.
توفي في لندن في 20 أبريل 1873 ودفن في مقبرة كينسال غرين. وكان قد تزوج ابنة عمه، الليدي ميليسنت أتشيسون، ابنة إيرل غوسفورد في مايو عام 1842، وكان لديهم سبعة أطفال.

## مسيرته
دخل مدرسة هارو في 1827 ثم دخل كلية الثالوث في كامبريدج في عام 1832، وحصل على شهادة الماجستير في عام 1836. كان في البداية يعمل في الصيدلة ولكن في وقت لاحق (1838) التحق لدراسة الطب في مستشفى سانت جورج، ودراسة الكيمياء في عام 1839 في كلية لندن الجامعية. في عام 1841 ذهب إلى جامعة غيسن في ألمانيا للعمل في الكيمياء مع يوستوس فون ليبيغ.
عند عودته تولى وظيفة في مستشفى سانت جورج ولكنه استقال فيما بعد لأسباب صحية في عام 1862.
في عام 1847 وصف بروتين بنس جونس، وهو جلوبيولين بروتين أحادي النسيلة موجود في الدم والبول، يدل على وجود ورم نخاعي متعدد أو وجود الغلوبيولين الكبروي في الدم المنسوب لفالدنشتروم.
إضافة إلى كونه زميلا لكلية الأطباء الملكية وزميل الجمعية الملكية، فقد شغل منصب سكرتير المعهد الملكي لبريطانيا العظمى لسنوات عديدة.